# Newbald
 (septembre 2023).
Newbald est une paroisse civile du Yorkshire de l'Est, en Angleterre.